# Exetastes holomelaenus
Exetastes holomelaenus là một loài tò vò trong họ Ichneumonidae.